# OR4C6
OR4C6 (англ. Olfactory receptor family 4 subfamily C member 6) – білок, який кодується однойменним геном, розташованим у людей на короткому плечі 11-ї хромосоми. Довжина поліпептидного ланцюга білка становить 309 амінокислот, а молекулярна маса — 34 558.
| 10         |  | 20         |  | 30         |  | 40         |  | 50         |
| ---------- |  | ---------- |  | ---------- |  | ---------- |  | ---------- |
| MENQNNVTEF |  | ILLGLTENLE |  | LWKIFSAVFL |  | VMYVATVLEN |  | LLIVVTIITS |
| QSLRSPMYFF |  | LTFLSLLDVM |  | FSSVVAPKVI |  | VDTLSKSTTI |  | SLKGCLTQLF |
| VEHFFGGVGI |  | ILLTVMAYDR |  | YVAICKPLHY |  | TIIMSPRVCC |  | LMVGGAWVGG |
| FMHAMIQLLF |  | MYQIPFCGPN |  | IIDHFICDLF |  | QLLTLACTDT |  | HILGLLVTLN |
| SGMMCVAIFL |  | ILIASYTVIL |  | CSLKSYSSKG |  | RHKALSTCSS |  | HLTVVVLFFV |
| PCIFLYMRPV |  | VTHPIDKAMA |  | VSDSIITPML |  | NPLIYTLRNA |  | EVKSAMKKLW |
| MKWEALAGK  |  |            |  |            |  |            |  |            |

A: Аланін

C: Цистеїн

D: Аспарагінова кислота

E: Глутамінова кислота

F: Фенілаланін

G: Гліцин

H: Гістидин

I: Ізолейцин

K: Лізин

L: Лейцин

M: Метіонін

N: Аспарагін

P: Пролін

Q: Глутамін

R: Аргінін

S: Серин

T: Треонін

V: Валін

W: Триптофан

Кодований геном білок за функціями належить до рецепторів, g-білокспряжених рецепторів, білків внутрішньоклітинного сигналінгу. 
Локалізований у клітинній мембрані, мембрані.